# Дапнари
Дапнари (груз. დაფნარი) — село в Грузии, на территории Самтредского муниципалитета края (мхаре) Имеретия.

## География
Село находится в западной части Грузии, к югу от реки Риони, на расстоянии приблизительно 6 километров (по прямой) к юго-востоку от города Самтредиа, административного центра муниципалитета. Абсолютная высота — 19 метров над уровнем моря.

## Население
По результатам официальной переписи населения 2014 года, в Дапнари проживал 541 человек (270 мужчин и 271 женщина). В национальной структуре населения грузины составляли 100 %.
| Год  | Население, человек |
| ---- | ------------------ |
| 2002 | 677                |
| 2014 | ↘ 541              |